# Jennifer Nichols
Jennifer Nichols, född 4 oktober 1983, är en amerikansk bågskytt. Hon deltog vid olympiska sommarspelen 2004, olympiska sommarspelen 2008 och olympiska sommarspelen 2012.